# UltraHLE
UltraHLE foi um emulador de Nintendo 64. Foi aclamado devido seu avanço em seu lançamento em 1999. Emular o Nintendo 64 (que era até então um console com três anos de lançamento), o transformou em o primeiro emulador de Nintendo 64 a rodar títulos comerciais com uma taxa de quadros jogável com o hardware da época.
O UltraHLE contido em seu nome, deriva de high-level emulation (que no inglês vem a significar Emulação de Alto Nível).

## A técnica HLE
Os emuladores mais antigos se concentravam em emular com precisão todas as operações de baixo nível - as chamadas low-level - da máquina a ser emulada. Isto funcionou muito bem para consoles antigos como o Super Nintendo (embora a verdadeira "emulação precisa" não havia aparecido até o bsnes) e o Sega Genesis.
Os criadores Epsilion e Reality Man perceberam que como os jogos de Nintendo 64 eram programados em C, eles deveriam de se concentrar em interceptar (o menos possível)
as chamadas da biblioteca C ao invés de interceptar os níveis da máquina, e criar seu próprio código para implementar as bibliotecas. Portando, o emulador UltraHLE é de fato um emulador com algumas partes feitas sob base de simulação, e essa técnica não é usada em projetos de
emulação puristas como é o caso do MAME. No entanto, ele abriu caminho por criar emuladores jogáveis que usam rotinas gráficas complexas que requerem um poder considerável do computador, que podem ser facilmente emuladas com uma placa de vídeo do PC.
A implementação final foi escrita em C e usou a API Glide, que desde então caiu em desuso devido a chegada das placas 3DFX.
Apesar das inúmeras qualidades, a sua emulação de alto nível (HLE) tinha desvantagens. Quando lançado, o UltraHLE era capaz de emular aproximadamente 20 jogos de uma maneira que pode ser considerada jogável. O jogo fazia a emulação em simultâneo com a simulação apenas em jogos específicos; era necessário que o jogo fosse adaptado para o emulador, já que cada jogo usa certas partes do hardware do Nintendo 64, coisa que o emulador não fazia em 100%.
Todavia, durante seu lançamento, o UltraHLE estava muito a frente dos emuladores concorrentes de sua época, como é o caso do Project Unreality.

## O fim do UltraHLE
Também notável em seu tempo, o UltraHLE foi capaz de tornar possível jogar jogos de console em PC, enquanto o console estava comercialmente ativo.
Preocupada com a questão da pirataria, a Nintendo ameaçou os autores e o site que hospedava o UltraHLE, o EmuUnlim, com uma ação legal. Apesar disso, o UltraHLE cresceu para além dos seus autores e da Nintendo. Subsequentemente, Epsilon e RealityMan abandonaram seus pseudônimos e permaneceram em silêncio.
Após o seu código fonte ter vazado em 2002, uma versão em OpenGL chamada de UltraHLE 2064 foi lançada, embora tenha ganhado pouca atenção, já que nesse época outros emuladores haviam evoluído, e outros lançados
.